# Núi Tượng (xã)
Núi Tượng là một xã cũ thuộc huyện Tân Phú, tỉnh Đồng Nai, Việt Nam.

## Địa lý
Xã Núi Thượng có diện tích 23,44 km², dân số năm 2022 là 6.921 người, mật độ dân số đạt 43 người/km².

## Hành chính
Xã Núi Tượng được chia thành 4 ấp: 1, 2, 3, 4.

## Lịch sử
Ngày 28 tháng 9 năm 2024, Ủy ban Thường vụ Quốc hội ban hành Nghị quyết số 1194/NQ-UBTVQH15 về việc sắp xếp đơn vị hành chính cấp xã của tỉnh Đồng Nai giai đoạn 2023 – 2025 (nghị quyết có hiệu lực từ ngày 1 tháng 11 năm 2024). Theo đó:
- Điều chỉnh 15,26 km² diện tích tự nhiên và quy mô dân số là 3.686 người của xã Núi Tượng để nhập vào xã Phú Lập.
- Sáp nhập toàn bộ 8,18 km² diện tích tự nhiên và quy mô dân số là 3.235 người của xã Núi Tượng còn lại vào xã Nam Cát Tiên.